# 共同基金
共同基金（英語：Mutual Fund），信托基金的一种，在美国称为投资公司（Investment Company）。此種金融商品的產生利基點是建立在專業金融從業者的知識和信任之上而得以產生，由於一般大眾不懂跨國投資外國金融商品的諸多法律和語言問題；也沒有專業操盤的技術分析能力，所以支付一點手續費將錢交由有公信力金融機構的團隊操盤，大眾只需約略的選擇投資標的和風險度即可。
共同基金是由基金经理的專業金融從業者管理，向社会投资者公开募集资金以投资于证券市场的营利性的公司型证券投资基金。共同基金购买股票、债券、商业票据、商品或衍生性金融商品，以获得利息、股息或资本利得。共同基金通过投资获得的利润由投资者和基金经理分享（具体的分享形式详见下文）。
由于共同基金吸纳的是公众的资金且很大程度是建立在對金融機構的信任上運作，導致有一些蓄意詐騙或欺瞞的空間出現（例如：金融海嘯時的事件），各国政府都对其实施比较严厉的管制，其组建、信息披露、交易、资金结构变化和解散都受到法律法规限制，美国的管制尤其严格。

## 契約型與公司型基金
按证券投资基金组织形式可分为：契约型（Contract Type）和公司型（Company Type）。
- 契约型基金，也称信托型基金，它是依据信托契约通过发行受益凭证而组建的投资基金。该类基金一般由基金经理、基金保管人及投资者三方当事人订立信托契约。基金经理可以作为基金的发起人，通过发行受益凭证将资金筹集起来组成信托财产，并依据信托契约，由基金托管人负责保管信托财产，具体办理证券、现金管理及有关的代理业务等；投资者也是受益凭证的持有人，通过购买受益凭证，参与基金投资，享有投资受益。基金發行的受益凭证表明投资者对投资基金所享有的权益。
- 公司型基金依公司法成立，通过发行基金股份将集中起来的资金投资于各种证券。公司型基金在组织形式上与股份有限公司类似，基金公司资产为投资者（股东）所有，由股东选举董事会，由董事会先聘基金经理，基金经理负责管理基金业务。公司型基金的组织结构主要有以下几个方面当事人：基金股东、基金公司、投资顾问或基金经理、基金保管人、基金转换代理人、基金主承销商。

## 按交易方式區分的基金類別
共同基金按交易方式可分為開放式基金、封閉式基金及股票交易所交易基金。
- 開放式基金指投資人直接向基金公司或其代理機搆購買及賣出基金，以基金淨值作為買入賣出價格，開放式基金的規模會隨著投資人的買入賣出而增加。
- 封閉式基金指一個基金在一開始募集完成之後，就不再由投資人直接或間接向基金公司購買，而是在股票市場上向其他擁有基金的購買人購買，因此基金的規模不會因為買賣而增加或減少，此外，由於市場上的預期漲跌心理，實際買賣的價格可能會與基金淨值有一段差距。（此即折價或溢價）
- 股票交易所交易基金又稱作ETF，其大致上原理與封閉式基金類似，但增加了以基金與實物可交換（股票基金的話即股票）的機制，這一方面使得折溢價（價格與净值的差異）不會像封閉式基金那麼大，另一方面資產變動雖不如開放式基金那麼大，但會因交換機制而有所變化。

## 按操作方式的基金類別
按操作方式一般可分為主動型基金及指數基金。
- 主動型基金，即操作策略，買進賣出等都由基金經理人或團隊來作決定，希望能獲得最好的績效，市面上多數的基金屬於此類。
- 指數型基金，基金經理人運用追縱技術，使得基金的表現能與相對應股價指數相近。一般而言這類基金的收費較便宜，因此實際上績效並不輸給主動型基金。目前市面上大多數ETF都屬此類型（2008年在美國開始出現少數主動型ETF），但也有許多開放型的指數基金。

## 按資產類別區分的基金
依照資產類別，共同基金大致可分為：
- 股票型基金：主要投资于股票的投资基金，一般基金合同会要求股票资产比例不低于基金资产的80%。
- 債券型基金：主要投资于债券的投资基金，一般基金合同会要求债券资产比例不低于基金资产的80%。
- 貨幣型基金：投资于银行存款，短期票券等高安全性金融资产。
- 平衡型基金：也被称为混合基金，基金管理者可在股票，债券，现金等资产类别的持有比例上有更大决定权的证券投资基金。
- 地產基金、不動產投資信託基金
- 原物料基金
- 避險基金（Hedge Fund）：除持有一般資產之外，經理人可運用更多的金融工具或手法，如期貨、選擇權，放空股票等手法來操作基金。

## 另見
- 投資信託公司